# Монтеро, Лиенна
Лиенна де ла Каридад Монтеро Эррера (исп. Lienna de la Caridad Montero Herrera, род.21 января 1998) — кубинская спортсменка, борец вольного стиля, призёрка панамериканских чемпионатов и чемпионатов мира.

## Биография
Родилась в 1998 году. В 2016 году завоевала бронзовую медаль панамериканского чемпионата. В 2018 году стала обладательницей золотой медали Игр Центральной Америки и Карибского бассейна, серебряной медали панамериканского чемпионата, и бронзовой медали чемпионата мира. В середине марта 2020 года в Оттаве на Панамериканском отборочном турнир завоевала лицензию на Олимпийские игры 2020 года в Токио.